# Centro Svizzero
Le Centro Svizzero est un gratte-ciel de Milan en Italie.

## Histoire
La construction du bâtiment est entreprise après la destruction du premier siège du Schweizer Verein de Milan lors du bombardement du 14 février 1943. Les travaux de construction du nouveau bâtiment, conçu par les architectes Armin Meili et Giovanni Romano, commencent en 1949 avec la pose de la première pierre et sont achevés en 1952 avec l'inauguration de la tour du complexe.

## Description
Le complexe du gratte-ciel se compose d'un corps de bâtiment plus baisse et d'une tour de 80 mètres de hauteur.